# Askhat Jitkeïev
Askhat Jitkeïev (en kazakh : Асқат Жіткеев), né le 13 avril 1981, est un judoka kazakh évoluant dans la catégorie des moins de 100 kg (poids mi-lourds).

## Biographie
Askhat Jitkeïev remporte une première récompense au niveau mondial à l'occasion des championnats du monde 2001 organisés à Munich où il termine sur la troisième marche du podium. Auparavant, il s'était signalé par un podium dans un tournoi de coupe du monde en Biélorussie et par plusieurs places d'honneur aux championnats d'Asie ou aux championnats du monde juniors. Fin 2003, le judoka remporte le titre de champion d'Asie, titre qu'il conserve l'année suivante avant de participer aux Jeux olympiques d'été de 2004. Lors de ce tournoi, le Kazakh est battu d'entrée par le futur champion olympique Ihar Makarau. Dans le tableau de repêchages, il enchaîne deux succès avant d'être définitivement éliminé par l'Azéri Movlud Miraliyev. Finalement, Jitkeïev termine septième de l'épreuve. Quatre années plus tard à Pékin, il n'est battu qu'en finale par le Mongol Naidangiin Tüvshinbayar. Vice-champion olympique, le Kazakh décroche la première médaille olympique du Kazakhstan en judo.

## Palmarès

### Jeux olympiques
- Jeux olympiques de 2008 à Pékin (Chine) :
  -  Médaille d'argent en moins de 100 kg (poids mi-lourds).

### Championnats du monde
- Championnats du monde 2001 à Munich (Allemagne) :
  -  Médaille de bronze en moins de 100 kg (poids mi-lourds).

### Divers
- Principaux tournois :
  - 1 podium au Tournoi de Hambourg (3e en 2004).

- Continental :
  - 4 podiums aux championnats d'Asie (1er en 2003, 1er en 2004, 2e en 2005, 1er en 2008).
  - 3 podiums aux Jeux asiatiques (3e en 2002, 2 fois 3e en 2006).